# سامسونگ ان‌ایکس۲۰۰
سامسونگ ان‌ایکس۲۰۰ (به انگلیسی: Samsung NX200) یک دوربین عکاسی ساخت شرکت سامسونگ است.